# ジョルジュ・セバスティアン
ジョルジュ・セバスティアン（フランス語名：フランス語: Georges Sebastian、1903年8月17日 - 1989年4月12日）は、ハンガリー出身の指揮者。マジャル名は「シェベシュティエーン・ジェルジ」（ハンガリー語: Sebestyén György）。 

## 経歴
1903年、オーストリア＝ハンガリー帝国・ブダペストで生まれた。ブダペスト音楽院に進み、バルトーク、コダーイに師事した。
1922年、ミュンヘンの歌劇場でブルーノ・ワルターに師事した。1927年、ベルリン市立歌劇場の首席指揮者に就任。
戦後1946年にパリに移り、オペラ座の首席指揮者に就任した。以後、オペラ＝コミック座、フランス国立放送管弦楽団なども指揮した。日本での活動については、1966年にフランス国立放送管弦楽団と共に来日公演した。
1989年、パリ近郊で死去。